# 柯尼希冰川
柯尼希冰川（英語：König Glacier）是南極洲的冰川，位於南喬治亞島，流經紐梅耶冰川，最終注入福圖納灣，長6公里、寬3公里，由德國探險隊測量，現時由英國海外領土管轄。